# 504년

## 연호
- 남량(南梁) 천감(天監) 3년
- 북위(北魏) 경명(景明) 5년 / 정시(正始) 원년

## 기년
- 남량(南梁) 무제(武帝) 3년
- 북위(北魏) 선무제(宣武帝) 5년
- 신라(新羅) 지증왕(智證王) 5년
- 고구려(高句麗) 문자명왕(文咨明王) 14년
- 백제(百濟) 무령왕(武寧王) 4년

## 사건
- 지증왕이 국호를 신라로 정하고 마립간에서 왕으로 고침.